# Цикл «Нарушенный закон» (Коты-Воители)
«Warriors: The Broken Code» (рус. Нарушенный закон) — это седьмой цикл в серии юношеских фэнтезийных романов «Коты-Воители». Цикл состоит из шести романов, опубликованных с 2018 по 2021 год: «Потерянные звёзды», «Тихая оттепель», «Завеса теней», «Тьма внутри», «Место-Без-Звезд» и «Свет во мгле». Романы публикуются HarperCollins под псевдонимом Эрин Хантер. Романы появлялись в списке бестселлеров New York Times.

## Авторы
Серия была написана Эрин Хантер, псевдонимом, который использовали авторы Черит Болдри, Кейт Кэри, Туи Сазерленд и редактор серии Виктория Холмс. Псевдоним используется для того, чтобы отдельные романы серии не были разложены по разным полкам в библиотеках.

## История публикации
Первая книга «Потерянные звёзды» вышла 9 апреля 2019, вторая книга «Тихая оттепель» 29 октября 2019, третья книга «Завеса теней» вышла 7 апреля 2020. Четвёртая книга «Тьма внутри» была опубликована 10 ноября 2020, пятая книга «Место-Без-Звёзд» вышла 6 апреля 2021 года. «Свет во мгле» в Англии и Америке выйдет 9 ноября 2021 года.

## Синопсис

#### Потерянные звёзды
В разгар самого жестокого сезона Голых Деревьев, который только могут вспомнить коты-воители, племена потеряли связь со своими предками. И только один ученик племени Теней продолжает слышать их голоса — предупреждение о новой угрозе, растущей внутри лесных племён

#### Тихая оттепель
Когда предводитель Грозового племени Ежевичная Звезда начинает странно себя вести после потери одной из девяти жизней, беспокойство начинает быстро распространяться по территориям племён. И после того как таинственное видение сеет волнения в Небесном племени и племени Теней, каждый должен решить, кому он предан: своему племени или Воинскому закону.

#### Завеса теней
После потери одной из своих жизней Ежевичная Звезда, предводитель Грозового племени, всерьёз вознамерился найти и изгнать нарушителей — котов, которых он обвиняет в отступлении от Воинского закона. Но есть те, кто знает правду: после потери им жизни что-то пошло не так. Это не настоящий Ежевичная Звезда. Дух же истинного Грозового предводителя отчаянно стремится вернуться в тело, пока растущее напряжение между племенами не вылилось в войну

#### Тьма внутри
Стоит ли Воинский закон жизни воителя?
Изгнанная после битвы, в результате которой оказались опустошены все пять племен, глашатай Грозового племени Белка должна раскрыть ошеломляющую правду о личности кота, правящего в Грозовом племени от имени Ежевичной Звезды. Напряженность между племенами достигла критической точки, намечается еще одно сражение, и даже Белка не сможет сохранить тело Ежевичной Звезды, чтобы ее друг смог в него вернуться. Если он вообще вернётся…

#### Место-Без-Звёзд
Пришло время отправиться в Сумрачный лес.
Глашатай Грозового племени Белка исчезла вместе с тем, кто стал известен как самозванец. Подозрительность и недоверие царят во всех пяти племенах. Теперь им известна причина таинственного молчания звездных предков, а также страшная правда об опасности, с которой им придется столкнуться, если они хотят вернуть Свет в наступившую Тьму…

#### Свет во мгле
Наступило время финальной битвы! И на этот раз каждое племя — живое или мертвое — должно объединиться, чтобы победить самозванца, прежде чем тот нанесет последний, решающий, удар. Чтобы обеспечить себе будущее и защитить свое прошлое, Звездное племя, Сумрачный лес и все пять племён должны объединиться, чтобы остановить наступающую тьму!

## Отзывы
Романы появлялись в списке бестселлеров New York Times. «Тихая оттепель» заняла первое место в списке бестселлеров New York Times в категории «Children’s Middle Grade Hardcover» в ноябре 2019 года, книга «Потерянные звёзды» заняла третье место в той же категории.